# 提契诺大区
提契诺大区（義大利語：Ticino）是瑞士联邦的七个大区之一。根据瑞士联邦统计署的定义，提契诺大区仅包含提契諾州一州。
在欧盟设立的地域统计单位命名法中，提契诺大区的范围与联邦统计署定义相同，为第二等级区划。